# Кастільйоне-Торинезе
Кастільйоне-Торинезе (італ. Castiglione Torinese, п'єм. Castion) — муніципалітет в Італії, у регіоні П'ємонт,  метрополійне місто Турин.
Кастільйоне-Торинезе розташоване на відстані близько 520 км на північний захід від Рима, 11 км на північний схід від Турина.
Населення — 6447 осіб (2014).
Щорічний фестиваль відбувається першої неділі червня. Покровитель — Santi Claudio e Dalmazzo.

## Демографія
Населення за роками:

Станом на 1 січня 2023 року в муніципалітеті офіційно проживало 257 іноземців з 37 країн, серед них 169 громадян країн Євросоюзу та 7 громадян України.

## Сусідні муніципалітети
- Бальдіссеро-Торинезе
- Гассіно-Торинезе
- Павароло
- Сан-Мауро-Торинезе
- Сеттімо-Торинезе